# Laver Cup 2019
La Laver Cup 2019 è stata la terza edizione della Laver Cup, un torneo a squadre divise per rappresentative. Le due squadre, Europa e Resto del mondo, si sono sfidate sui campi in cemento indoor del Palexpo di Ginevra, in Svizzera, dal 20 al 22 settembre 2019.
La squadra europea, per la prima volta fino a quel momento, ha avuto tra i suoi componenti un italiano, Fabio Fognini.
Il torneo è stato vinto dalla squadra europea, che ha battuto al super tie-break dell'ultimo match la squadra del resto del mondo con il punteggio di 13-11.

## Partecipanti
| Europa                        | Europa |
| ----------------------------- | ------ |
| Capitano: Björn Borg          |        |
| Vice-capitano: Thomas Enqvist |        |
| Giocatore                     | Rank   |
| Rafael Nadal                  | 2      |
| Roger Federer                 | 3      |
| Dominic Thiem                 | 5      |
| Alexander Zverev              | 6      |
| Stefanos Tsitsipas            | 7      |
| Fabio Fognini                 | 11     |
| Roberto Bautista Agut         | 10     |

| Resto del mondo                | Resto del mondo |
| ------------------------------ | --------------- |
| Capitano: John McEnroe         |                 |
| Vice-capitano: Patrick McEnroe |                 |
| Giocatore                      | Rank            |
| Kevin Anderson                 | 18              |
| John Isner                     | 20              |
| Milos Raonic                   | 24              |
| Nick Kyrgios                   | 27              |
| Taylor Fritz                   | 30              |
| Denis Shapovalov               | 33              |
| Jack Sock                      | 208             |
| Jordan Thompson                | 53              |

|  | Ritiro    |
|  | Alternate |

* Ranking al 17 settembre 2019

## Incontri
Ogni incontro vinto nel giorno 1 ha assegnato un punto, nel giorno 2 due punti, nel giorno 3 tre punti. La prima squadra arrivata a 13 punti ha vinto la competizione.
| Giorno | Data   | Tipologia incontro | Europa                             | Punti | Resto del mondo              | Punteggio         | Punteggio squadra dopo incontro |
| ------ | ------ | ------------------ | ---------------------------------- | ----- | ---------------------------- | ----------------- | ------------------------------- |
| 1      | 20 Set | Singolare          | Dominic Thiem                      | 1-0   | Denis Shapovalov             | 6-4, 5-7, [13-11] | 1-0                             |
| 1      | 20 Set | Singolare          | Fabio Fognini                      | 0-1   | Jack Sock                    | 1-6, 63-7         | 1-1                             |
| 1      | 20 Set | Singolare          | Stefanos Tsitsipas                 | 1-0   | Taylor Fritz                 | 6-2, 1-6, [10-7]  | 2-1                             |
| 1      | 20 Set | Doppio             | Roger Federer / Alexander Zverev   | 1-0   | Denis Shapovalov / Jack Sock | 6-3, 7-5          | 3-1                             |
| 2      | 21 Set | Singolare          | Alexander Zverev                   | 0-2   | John Isner                   | 7-62, 4-6, [1-10] | 3-3                             |
| 2      | 21 Set | Singolare          | Roger Federer                      | 2-0   | Nick Kyrgios                 | 65-7, 7-5, [10-7] | 5-3                             |
| 2      | 21 Set | Singolare          | Rafael Nadal                       | 2-0   | Milos Raonic                 | 6-3, 7-6(1)       | 7-3                             |
| 2      | 21 Set | Doppio             | Rafael Nadal / Stefanos Tsitsipas  | 0-2   | Nick Kyrgios / Jack Sock     | 4-6, 6-3, [6-10]  | 7-5                             |
| 3      | 22 Set | Doppio             | Roger Federer / Stefanos Tsitsipas | 0-3   | John Isner / Jack Sock       | 7-5, 4-6, [8-10]  | 7-8                             |
| 3      | 22 Set | Singolare          | Dominic Thiem                      | 0-3   | Taylor Fritz                 | 5-7, 7-63, [5-10] | 7-11                            |
| 3      | 22 Set | Singolare          | Roger Federer                      | 3-0   | John Isner                   | 6-4, 7-63         | 10-11                           |
| 3      | 22 Set | Singolare          | Alexander Zverev                   | 3-0   | Milos Raonic                 | 6-4, 3-6, [10-4]  | 13-11                           |

## Statistiche giocatori
| Naz                    | Giocatore             | Squadra         | Incontri | Vittorie–Sconfitte | Vittorie–Sconfitte | Vittorie–Sconfitte | Punti     | Punti  | Punti  |
| Naz                    | Giocatore             | Squadra         | Incontri | Singolare          | Doppio             | Totale             | Singolare | Doppio | Totale |
| ---------------------- | --------------------- | --------------- | -------- | ------------------ | ------------------ | ------------------ | --------- | ------ | ------ |
| Australia (bandiera)   | Nick Kyrgios          | Resto del mondo | 2        | 0–1                | 1-0                | 1–1                | 0–2       | 2–0    | 2–2    |
| Australia (bandiera)   | Jordan Thompson       | Resto del mondo | 0        | 0-0                | 0-0                | 0-0                | 0-0       | 0-0    | 0-0    |
| Austria (bandiera)     | Dominic Thiem         | Europa          | 2        | 1-1                | 0-0                | 1-1                | 1–3       | 0–0    | 1–3    |
| Canada (bandiera)      | Milos Raonic          | Resto del mondo | 2        | 0–2                | 0–0                | 0–2                | 0–5       | 0–0    | 0–5    |
| Canada (bandiera)      | Denis Shapovalov      | Resto del mondo | 2        | 0–1                | 0–1                | 0–2                | 0–1       | 0–1    | 0–2    |
| Germania (bandiera)    | Alexander Zverev      | Europa          | 3        | 1-1                | 1-0                | 2–1                | 3–2       | 1–0    | 4–2    |
| Grecia (bandiera)      | Stefanos Tsitsipas    | Europa          | 3        | 1–0                | 0–2                | 1–2                | 1–0       | 0–5    | 1–5    |
| Italia (bandiera)      | Fabio Fognini         | Europa          | 1        | 0–1                | 0–0                | 0–1                | 0–1       | 0–0    | 0–1    |
| Spagna (bandiera)      | Roberto Bautista Agut | Europa          | 0        | 0–0                | 0–0                | 0–0                | 0–0       | 0–0    | 0–0    |
| Spagna (bandiera)      | Rafael Nadal          | Europa          | 2        | 1–0                | 0–1                | 1–1                | 2–0       | 0–2    | 2–2    |
| Svizzera (bandiera)    | Roger Federer         | Europa          | 4        | 2–0                | 1–1                | 3–1                | 5–0       | 1–3    | 6–3    |
| Stati Uniti (bandiera) | Taylor Fritz          | Resto del mondo | 2        | 1–1                | 0–0                | 1–1                | 3–1       | 0–0    | 3–1    |
| Stati Uniti (bandiera) | John Isner            | Resto del mondo | 3        | 1–1                | 1–0                | 2–1                | 2–3       | 3–0    | 5–3    |
| Stati Uniti (bandiera) | Jack Sock             | Resto del mondo | 4        | 1–0                | 2–1                | 3–1                | 1–0       | 5–1    | 6–1    |